# Агджакенд (Лачинський район)
Агджакенд (азерб. Ağcakənd) — село у Лачинському районі Азербайджану.
З 1992 по 2020 рік було під збройні сили Вірменії окупацією і називалось Ані (вірм. Անի), входячи в Кашатазький район невизнаний Нагірно-Карабаська Республіка. 1 грудня 2020 в ході Другої карабаської війни села було звільнено збройні сили Азербайджану (вірмени трактують це як окупацію) Було розташоване за 35 км на північний захід від районного центру, міста Лачина і підпорядковувалось сільраді села Кошасу, що розташоване за 2 км на південний схід.